# 薩利達 (加利福尼亞州)
薩利達（英語：Salida）是位於美國加利福尼亞州斯坦尼斯洛斯縣的一個人口普查指定地區。

## 地理
薩利達的座標為37°42′36″N 121°05′21″W / 37.71000°N 121.08917°W，而該地最高點為海拔高度21米（即69英尺）。

## 人口
根據2010年美國人口普查的數據，薩利達的面積為14.430平方千米，當中陸地面積為13.780平方千米，而水域面積為0.650平方千米。當地共有人口13722人，而人口密度為每平方千米950人。